# Gowhardān
Gowhardān (persiska: گوهردان) är en ort i Iran.   Den ligger i provinsen Gilan, i den norra delen av landet, 220 km nordväst om huvudstaden Teheran. Antalet invånare är 344.
Terrängen runt Gowhardān är mycket platt. Runt Gowhardān är det ganska tätbefolkat, med 155 invånare per kvadratkilometer. Närmaste större samhälle är Āstāneh-ye Ashrafīyeh, 3,0 km sydväst om Gowhardān. Trakten runt Gowhardān består till största delen av jordbruksmark.